# André Teixeira
André Ferreira Teixeira (Oporto, Portugal, 14 de agosto de 1993) es un futbolista portugués que juega en la posición de defensa central.

## Clubes
| Club                               | País     | Año       |
| ---------------------------------- | -------- | --------- |
| Clube de Futebol Os Belenenses     | Portugal | 2012-2016 |
| Leixões Sport Club (cedido)        | Portugal | 2013      |
| Clube Desportivo Trofense (cedido) | Portugal | 2015      |
| Clube Desportivo de Mafra (cedido) | Portugal | 2015-2016 |
| Leixões Sport Club                 | Portugal | 2016-2017 |
| AEL Limassol FC                    | Chipre   | 2017-     |